# Croton phebalioides
Croton phebalioides là một loài thực vật có hoa trong họ Đại kích. Loài này được F.Muell. ex Müll.Arg. mô tả khoa học đầu tiên năm 1864.

## Hình ảnh

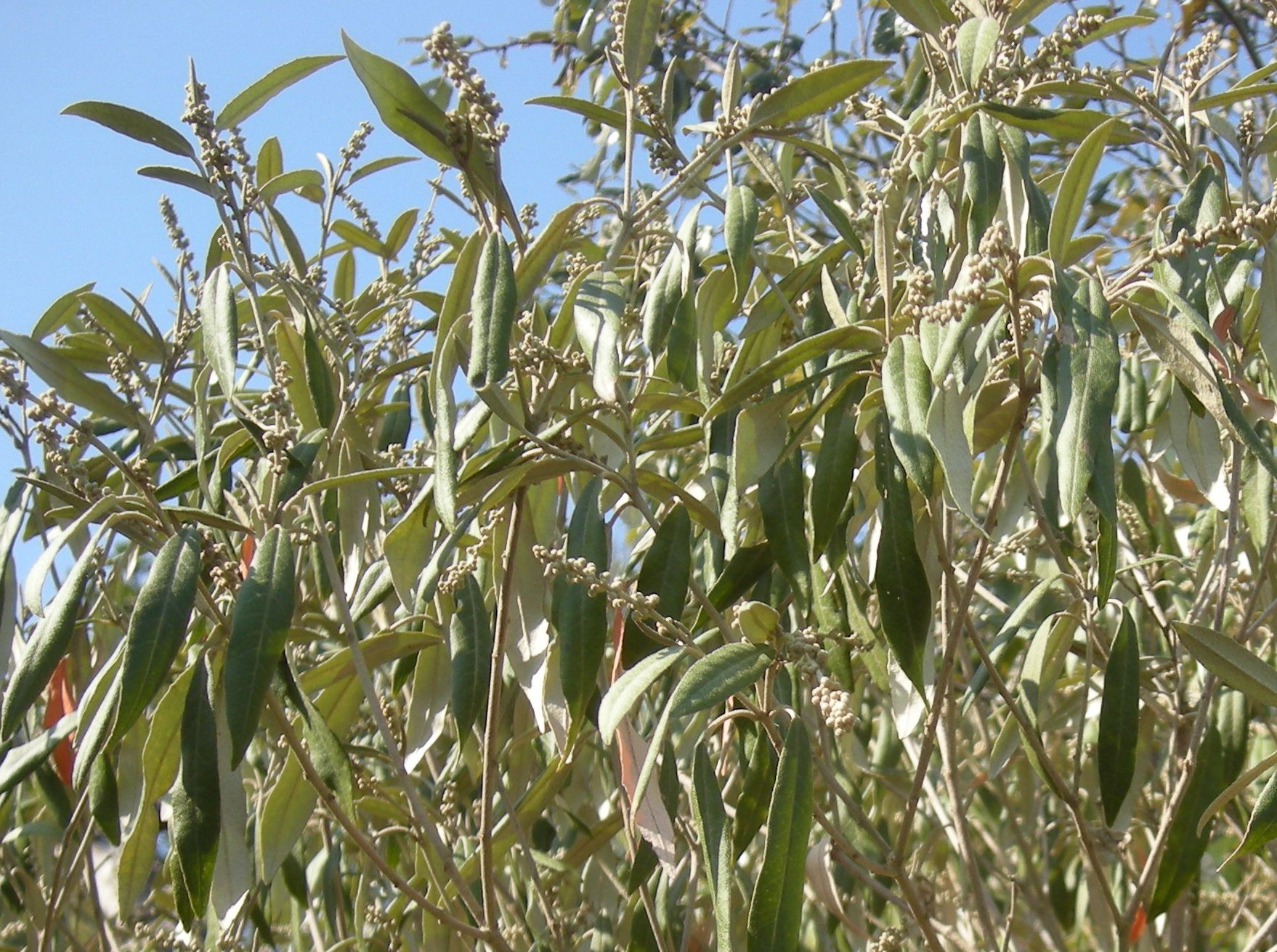